# Жукович, Платон Николаевич
Плато́н Никола́евич Жуко́вич (1857, Гродненская губерния — 1919, ) — русский историк. Представитель «западнорусской» исторической школы.

## Биография
Родился в селе Пружаны Гродненской губернии 26 сентября 1857 года в семье будущего митрофорного протоиерея Александро-Невского собора. Окончил Кобринское духовное училище в 1871 году одним из трёх лучших учеников, Литовскую духовную семинарию в 1877 году и Санкт-Петербургскую духовную академию по церковно-историческому отделению со степенью кандидата богословия в 1881 году. С 11 августа 1881 года — преподаватель географии и арифметики в Полоцком духовном училище.
Ещё на третьем курсе начал курсовую работу на тему «Кардинал Гозий и Польская церковь его времени», переросшую впоследствии в кандидатскую диссертацию, защитив которую 16 января 1883 года, получил степень магистра церковной истории. Тогда же был переведён на должность помощника смотрителя Виленского духовного училища. С 1884 года — преподаватель церковной истории в Литовской духовной семинарии и Виленском женском училище духовного ведомства. В 1893 году был произведён в статские советники.
Находясь в Вильне, занимался исследованием католического духовного образования и его влияния на духовную жизнь Литвы и Белоруссии. Имел доступ к редким документам, вследствие чего его работы были весьма ценными в научном плане. Долгое время занимаясь изучением католического образования, пришёл к выводу, что образование в Виленском учебном округе должно быть изъято из-под опеки католиков, так как в ней таится серьёзная угроза для целостности Российского государства.
С 1891 года доцент по кафедре гражданской истории в Санкт-Петербургской духовной академии, с 1894 года экстраординарный, с 1901 года ординарный, с 1911 года сверхштатный ординарный, с 1916 года заслуженный профессор, с 1912 года почётный член академии. В 1901 году получил степень доктора церковной истории, защитив диссертацию «Сеймовая борьба православного западнорусского дворянства с церковной унией до 1609 г.»
С 1903 года член-основатель Галицко-Русского благотворительного общества, с 1904 года член Комиссии по разбору и описанию Архива Святейшего Синода, с 6 мая 1908 года — действительный статский советник, с 1910 года товарищ председателя Общества духовной и материальной взаимопомощи бывших питомцев Санкт-Петербургской духовной академии, член Научного общества им. Т. Шевченко, редактор имевшей миллионный тираж книги «Россия под скипетром Романовых: Очерки из русской истории за время с 1613 по 1913 г.» (СПб., 1912), автор около 70 рецензий на диссертации и научные работы, статей в «Энциклопедическом словаре Брокгауза и Ефрона» и двух первых томах Православной богословской энциклопедии, почетный член Археологических институтов в Санкт-Петербурге и Москве, Полтавской церковной историко-археологической комиссии и Холмского православного братства, пожизненный член Владимирской губернской учёной архивной комиссии, действительный член обществ: Русского исторического, Русского географического, Русского библиологического, Библиотековедения, Белорусского вольно-экономического, активный деятель Западнорусского товарищества, с 1916 года член комиссии Государственной думы по делам Православной Церкви.
В 1917 году член Поместного Собора Православной Российской Церкви, член VI, IX, XII, XVI, XXIII Отделов и Комиссии по вопросу о введении нового стиля.
В 1918 году по представлению академика И. С. Пальмова был избран членом-корреспондентом Российской академии наук по Отделению русского языка и словесности. В 1919 году сотрудник Рукописного отделения Публичной библиотеки в Петрограде.
Скончался 12 декабря 1919 года в Петрограде.

## Награды
Награждён орденами Св. Станислава 3-й, 2-й и 1-й (1913) степеней, Св. Анны 3-й и 2-й (1901) степеней, Св. Владимира 4-й (1905) и 3-й (1911) степеней.